# Felipe de Bélgica (1837-1905)
El príncipe Felipe de Bélgica, conde de Flandes (Philippe Eugène Ferdinand Marie Clément Baudouin Léopold Georges; Bruselas; 24 de marzo de 1837-ibidem; 17 de noviembre de 1905), fue el heredero presuntivo al trono de los belgas desde la muerte repentina de su sobrino, Leopoldo de Brabante, en 1869, hasta su propio deceso, en 1905. Fue conde de Flandes entre 1840 y 1905. Fue el primer conde de Flandes de la Casa Real de Sajonia-Coburgo y Gotha.
Felipe fue el tercer hijo del rey Leopoldo I de Bélgica y de su segunda esposa, Luisa María de Orleans (1812-1850). En 1866, después de la abdicación de Alejandro Juan Cuza, príncipe de Rumania, rechazó ser nombrado soberano de Rumania y el trono fue finalmente aceptado por Carlos I.
Felipe, que no jugó un papel importante en la historia de su país, fue el padre del rey Alberto I de Bélgica y, en consecuencia, el antepasado de todos los miembros actuales de la dinastía que gobierna Bélgica. También es el ascendente del gran duque Enrique de Luxemburgo y del pretendiente al trono de Italia.
Senador de derecho en 1855, nunca se sentó en la cámara alta. Sufría de una sordera precoz, rechazó el trono de Grecia en 1863, al igual que había rechazado la oferta de establecerse en Brasil al casarse con Isabel de Braganza, hija y heredera del emperador Pedro II. En 1866, fue elegido príncipe reinante de los principados rumanos, pero no dio seguimiento a este nombramiento que no había solicitado.
Con su matrimonio en 1867 con la princesa María de Hohenzollern-Sigmaringen, Bélgica se aseguró un aliado importante en el contexto político delicado para el país rodeado de poderosos vecinos como Francia y Alemania. En 1869 se convirtió en comandante superior de la caballería, cargo que ocupó hasta 1902. Durante la guerra franco-prusiana de 1870, en la que Felipe participó, se preservó la neutralidad e integridad del territorio belga.
Su riqueza y suntuoso estilo de vida lo designan como símbolo del capitalismo y le valieron la crítica pública del movimiento socialista que se organizó en el reino a partir de 1885 y cuyos primeros miembros electos se sentaron en la Cámara de Representantes en 1894. Sin embargo, su fortuna le permitió llevar a cabo una acción cultural real expresada por su mecenazgo hacia artistas más bien seguidores del género convencional. Opuesto a la política colonial de su hermano pero compartiendo la misma preocupación por desarrollar el ejército belga, sus relaciones con Leopoldo II se enfriaron con el tiempo. Cuando Felipe murió en 1905, esta figura familiar para los bruselenses dejó en la memoria a un príncipe bibliófilo y esteta.

## Biografía
Felipe era el tercer hijo del rey belga Leopoldo I y de la princesa francesa Luisa María de Orléans. Era nieto del rey francés Luis Felipe I y primo de la reina Victoria del Reino Unido. Felipe tenía dos hermanos mayores: Luis Felipe (murió en la cuna en 1834); el futuro rey Leopoldo II de Bélgica; y Carlota, futura emperatriz de México. 
El tercer embarazo de la reina fue delicado, hasta el punto de que se temió que sufriera un aborto espontáneo en octubre de 1836, pero resultó en un hijo sano que nació en el castillo de Laeken, el 24 de marzo de 1837. Entre sus nombres de bautizo, junto a los primeros nombres que hacen referencia a los miembros de su familia, el rey Leopoldo añadió dos primeros nombres históricamente simbólicos: 
- Felipe, que rinde homenaje a su abuelo materno y también recuerda la memoria del duque de Borgoña, Felipe el Bueno.
- Balduino, por los condes de Flandes de la Edad Media.

Estas elecciones eran parte del deseo del rey de anclar firmemente a la joven dinastía belga en el país donde solo había reinado por menos de seis años. Muy pronto se estableció una jerarquía entre los dos hermanos, Leopoldo, el mayor y heredero al trono, asumiendo invariablemente el lugar preponderante. Desde niño, Felipe realizó estancias regulares en Ostende en verano y pasó largas vacaciones con sus abuelos maternos en las residencias reales francesas.
A la muerte de la reina Luisa María en 1850, Felipe solo tenía trece años. Fue la reina quien supervisó personalmente la instrucción y educación de los niños reales. Huyendo de Laeken tan pronto como pudo, el rey Leopoldo tenía poca relación con los príncipes, que sufrían la muerte de su madre. La reina Victoria le recomendó que estuviera más cerca de su familia. Felipe y su hermano se encontraban ahora en manos de una sucesión de gobernadores del mundo militar, que intentaban, a veces en vano, imponer su autoridad a los dos príncipes. Desde muy temprano, Felipe pudo expresarse, oralmente y por escrito, en francés, inglés y alemán. Por otro lado, si le damos al escritor Hendrik Conscience como tutor, este nombramiento sigue siendo honorario porque Felipe nunca aprendió el idioma holandés. Desde un punto de vista moral, el rey Leopoldo exigió que sus hijos realizaran frecuentes exámenes de conciencia.

### Juventud
A los dieciocho años, la vida de Felipe tomó un nuevo rumbo. La Constitución belga le permitió convertirse en senador por derecho, pero nunca se sentó en la cámara alta. En el mismo año, 1855, sus estudios se completaron oficialmente. Con Felipe, el rey Leopoldo tuvo desde 1853 al diputado Théobald Burnell, un capitán que le sirvió como ayudante de campo desde 1855 y con el tiempo se convirtió en su mejor amigo. Desde 1852, Felipe participó en maniobras militares que solían tener lugar en el campo de Beverloo. Mientras Leopoldo, el heredero de la corona, comenzaba a desarrollar ambiciosos proyectos para Bélgica y viajaba por el mundo, Felipe prefería a menudo dedicarse a sus placeres, y sobre todo a la caza, por la que alimentó una intensa pasión. Se le consideraba un cazador de caza menor que privilegiaba el aspecto deportivo sobre el social.
Sin embargo, el conde de Flandes también estaba interesado en los mecanismos que regulan el sistema político belga y los intercambios sobre este tema con su hermano. Felipe también comenzó a asistir a las cortes europeos solo: visitaba regularmente a su prima, la reina Victoria, e intentaba recopilar información útil para los intereses belgas durante estas visitas de parte de Alberto, el príncipe consorte de Gran Bretaña.
En 1857, la princesa Carlota dejó Bélgica para establecerse en Milán, donde su marido, el archiduque Maximiliano, acababa de ser nombrado virrey de Lombardía-Venecia. Su separación constituyó una prueba difícil para Carlota y Felipe, quienes, por tanto, iniciaron una intensa correspondencia. Felipe se quejaba regularmente de su falta de actividad; el rey lo nombró, en febrero de 1858, su referéndum en materia militar y naval. Este nombramiento, sin embargo, no era suficiente para ocupar su vida. Para remediarlo, el príncipe salía a pasear, coleccionaba libros y participaba con placer en los distintos bailes y conciertos que se daban en Bruselas o en los patios que visitaba. 
En el verano de 1860, el conde de Flandes realizó un largo viaje que lo llevó a Dinamarca, Suecia, Noruega y San Petersburgo. Este viaje incluyó aspectos diplomáticos y políticos: en Moscú, conoció a la familia imperial, así como a industriales que promovían la industria belga.
En 1861, Felipe realizó dos visitas a Prusia: la primera durante el funeral del rey Federico Guillermo IV; la segunda para asistir a las celebraciones de la coronación de su sucesor, Guillermo I, en Königsberg. Antes de cada visita a las cortes extranjeras, el rey Leopoldo I primero dispensaba un consejo de fuerza a su hijo y le ordenaba de que no pida las opiniones de los príncipes europeos que no conocía. 
En el verano de 1863, por primera vez desde la caída de la monarquía de julio que expulsó a sus abuelos, Luis Felipe y María Amelia, del trono, Felipe viajó a París, donde el emperador Napoleón III fue a recibirlo personalmente al bajar del tren. La simpatía del emperador de Francia estaba dictada en parte por los proyectos que tenía en México, donde el archiduque Maximiliano, cuñado de Felipe, había sido llamado a reinar el 10 de abril de 1864.

### Misiones económicas y diplomáticas
Desde el nacimiento de su sobrino, Leopoldo, hijo del futuro Leopoldo II, el 12 de junio de 1859, Felipe fue degradado al tercer lugar en el orden de sucesión al trono de Bélgica. Esta nueva situación no le afectó porque, aunque había sido convocado varias veces, nunca manifestó deseos de ser rey. 
A fines del año 1860, el rey Leopoldo I, teniendo en cuenta las excelentes relaciones comerciales y diplomáticas con Brasil, consideró la posibilidad de enviar a su hijo menor allí. Soltero, Felipe podría casarse con una de las dos hijas del emperador Pedro II. Este último, sin un heredero varón, deseaba conceder a sus futuros yernos vastos territorios en los que se asentarían los colonos europeos. Un matrimonio belga-brasileño constituiría una gran oportunidad de inversión para Bélgica y ampliaría la influencia de los Coburgo a través del Atlántico. Inicialmente ansioso por viajar a Brasil para estimar si le conviene una de las princesas, el conde de Flandes postergó el viaje. En octubre de 1862, durante una visita que hizo a su hermana Carlota en Miramar, esta última intentó convencerlo de que emprenda el viaje para conocer a su potencial prometida, Isabel, la mayor de las princesas brasileñas. Sin embargo, Felipe rechazó el consejo de su hermana antes de abandonar definitivamente cualquier proyecto en Brasil en abril de 1863.
Aún al otro lado del Atlántico, como parte del nuevo imperio que Napoleón III pretendía crear en México, la embajada de Estados Unidos en Madrid informó a su gobierno en marzo de 1862 que el conde de Flandes podría casarse con su prima, María Isabel de Orleans, unión que serviría de preludio a la candidatura del príncipe Felipe como soberano de México. Esta oportunidad, sin embargo, no habría interesado al conde de Flandes, ni tampoco obtenido apoyo británico ya que John Russel, Secretario de Estado de Relaciones Exteriores en Londres, había declarado claramente que Gran Bretaña no apoyaría la candidatura de nadie en México.
En el otoño de 1862, el rey Leopoldo I (que antes de aceptar convertirse en el rey de Bélgica se ofreció el trono de Grecia) descubrió que las cancillerías sugirieron el nombre de su hijo Felipe para ocupar el trono griego vacante desde la deposición del rey Otón I en octubre. Para su hijo menor, el rey Leopoldo redactó un memorándum en el que describía las ventajas y desventajas de ceñir la corona helénica. Aparte del clima templado, Felipe no veía ninguna razón para presentarse como candidato a reinar en un país cuya situación era inestable. Más tarde, diría: "Creo que hubieran preferido mi candidatura a la de un príncipe danés, no por mi valía personal, sino por la posición del rey y de Bélgica ... los lados malos de Grecia eran noticias para vivir. Agregué que había una manera de hacer algo en Grecia, era revolucionar Oriente, pero era obra de un aventurero y no podía convenir al hijo del rey Leopoldo I de ninguna manera”.
El 23 de febrero de 1866, dos meses después de la muerte del rey Leopoldo I, el parlamento de los principados Estados rumanos - que impulsaron el día antes de su gobernante Alexandru Ioan Cuza, eligió por unanimidad a Felipe, conde de Flandes, como su gobernante, esperando que importara las instituciones de su país y creara en el Bajo Danubio una especie de "Bélgica Oriental". Sin embargo, este último que nunca había solicitado tal función se negó a aceptar el trono. Esta propuesta fue la última que recibió el conde, que prefería quedarse en Bélgica, aunque estaría en perpetua segunda posición al trono belga. Estas sucesivas negativas a desempeñar un papel protagónico se explican por su gusto por llevar una existencia relativamente libre y también por la sordera que padecía desde su juventud.
En México, donde el emperador Maximiliano, cuñado de Felipe, había reinado durante dos años, la situación se tornó inestable tras la negativa de Napoleón III a seguir apoyando militar y financieramente al imperio que creó para Maximiliano. Este último se encontraba aislado e incapaz de pacificar su imperio. En agosto de 1866, su esposa Carlota regresó a Europa para intentar un paso final en París, donde no logró cambiar la posición de Napoleón III. En septiembre, Carlota intentó esta vez obtener ayuda del soberano pontífice; pero el papa Pío IX no le apoyó. Ella se rompió emocionalmente y se comportó de manera tan extraña que el rey Leopoldo II despachó a su hermano, que llegó a Roma el 8 de octubre de 1866. Felipe se dio cuenta de que su hermana estaba obsesionada con la idea de ser envenenada. Convocado a Roma, un médico alienista vienés, el doctor Josef Gottfried von Riedel, la diagnosticó con "locura con ideas de persecución" y aconsejó confinar a la emperatriz. Por tanto, Felipe acompañó a su hermana al pabellón Gartenhaus de Miramar, donde permaneció confinada durante nueve meses antes de ser devuelta a Bélgica.

### Matrimonio y descendencia
El rey Leopoldo II estuvo preocupado desde el comienzo de su reinado en diciembre de 1865, por garantizar el mantenimiento de la integridad nacional y la seguridad de Bélgica rodeada por Francia y Prusia, dos vecinos poderosos. Pensó en planificar el matrimonio de su hermano, Felipe, con una princesa prusiana. Esta unión proporcionaría a Bélgica un aliado precioso. Para ello, Leopoldo solicitó la ayuda de la reina Victoria, que conocía bien a la familia Hohenzollern-Sigmaringen (la rama católica de la familia de los reyes de Prusia). En diciembre de 1866, Felipe viajó a Berlín para encontrarse con la princesa María de Hohenzollern-Sigmaringen, hija del príncipe Carlos Antonio de Hohenzollern-Sigmaringen, exministro-presidente de Prusia, y de la princesa Josefina de Baden, quien le dio cinco hijos y todavía era muy influyente en la corte de Berlín. Este primer encuentro entre Felipe y María salió bien. Le siguió otra visita de Felipe en febrero de 1867 y una propuesta de matrimonio, que ella aceptó dos meses después.
Felipe se casó en la catedral de Santa Eduviges de Berlín con el 25 de abril de 1867, con María de Hohenzollern-Sigmaringen. Tuvieron 5 hijos.
En 1869, tras la muerte de su sobrino, el príncipe Leopoldo, duque de Brabante (hijo de Leopoldo II), el príncipe Felipe se convirtió en heredero al trono belga. Su primer hijo, Balduino, nacido en junio de 1869, nació segundo en el orden de sucesión, pero murió de neumonía en 1891, a la edad de veintiún años.
Felipe y María se complementaban. Sus centros de interés divergen en varios ámbitos: la condesa era de carácter artístico y temperamento asertivo, mientras que el conde era de carácter más pragmático y taciturno. Mientras María se dedicaba a realizar sus grabados, Felipe deambulaba por las salas de subastas en busca de antigüedades. Si bien, como los aristócratas de su época, la educación de los niños principescos se delegaba a terceros (maestros, gobernadores, institutrices), el príncipe dejaba toda la responsabilidad y organización de la educación de su descendencia a su esposa, que a veces se sentía aislada en esta tarea. En un intento por romper con su soledad, organizó suntuosas veladas en su palacio, que se convirtió en el lugar por excelencia de la vida social belga. Después de la muerte de su hijo Balduino, Felipe y María viajaban a menudo por separado: él a París y los países mediterráneos (principalmente a Italia y una vez a Turquía); ella a Alemania con su madre o a Auvernia, donde pudo dar rienda suelta a su talento como grabadora. Se reencontraban en la finca de Amerois y obviamente en Bruselas. Cuando estaban separados, se escribían diariamente cartas en las que se confiaban sus estados de ánimo y reflexionaban sobre sus contemporáneos o sus análisis de la situación política, reflejando el mismo espíritu conservador.

### Papel militar y la guerra franco-alemana de 1870
Felipe no estaba matriculado en la Real Academia Militar, pero hacía ejercicios tácticos militares alrededor del castillo de Laeken. Desde los nueve años, Felipe se incorporó al regimiento de guías. Rápidamente ascendió en las filas de la jerarquía militar. El 16 de diciembre de 1846, Felipe fue nombrado subteniente del regimiento de guías. Posteriormente, pasó a ser: teniente (1851), capitán-comandante (1852) mayor (1853), teniente coronel (1853), coronel (1854), mayor general (1855) y finalmente teniente general el 22 de junio de 1865.
El conde de Flandes se invirtió en 10 de febrero de 1859, en la orden de la gran caballería de la brigada (formado por el regimiento de guías y el segundo regimiento de coraceros). Fue nombrado comandante superior de la caballería el 11 de noviembre de 1869, cargo que ocupó hasta su dimisión en 1902. En enero de 1865, en una carta dirigida a su hermano, expresó su preocupación por las opiniones anexionistas de los países vecinos: “Creo que si está en el destino de Bélgica perder su existencia independiente, será por causas externas." Abogó por el desarrollo del ejército como una respuesta adecuada a las amenazas que pesaban sobre el reino.
En 1870, durante la guerra franco-prusiana, después de poner al ejército en pie de guerra, el conde de Flandes comandó el Cuerpo de Observación del II Ejército. Este cuerpo estaba compuesto por la 4 º y 5 º  división y una brigada de caballería.
Leopoldo II movilizó al ejército belga en 15 de julio de 1870. Su objetivo era mantener la neutralidad del territorio belga porque temía la invasión de uno u otro beligerante. Durante el conflicto, Felipe mantuvo correspondencia regular con su hermano, Leopoldo II, quien le dio sus directivas. Felipe estableció su sede en Philippeville. Su misión era vigilar el país en la frontera franco-belga y garantizar el respeto de la neutralidad belga. La noticia de la derrota francesa de Sedán en septiembre de 1870 fue un presagio del final cercano de la guerra. Leopoldo II temía que Napoleón III huyera a Bélgica. Como esto no ocurrió, Felipe fue el responsable de contribuir a la organización adecuada de la recepción y atención de los soldados franceses y alemanes heridos.
Finalizado el conflicto, el general Chazal consideró que las tácticas militares del conde de Flandes salvaron al país de grandes calamidades "al detener y desarmar a las poblaciones aterrorizadas que huían de la invasión"; en cuanto al rey, estaba muy agradecido con su hermano, que acababa de demostrar que era capaz de invertir y pagarse cuando la situación lo exigía. 

### Un príncipe rico
En Bruselas, Felipe y su familia vivían desde mayo de 1868 en el palacio de Flandes, en la esquina de Palacio Real y Reu de la Regencia. El conde de Flandes llevaba una vida cómoda en su residencia, donde lo atendían 70 personas. Coleccionaba antigüedades y obras de arte, adquirió valiosos caballos y construyó entre sus muros una notable biblioteca (30.000 volúmenes encuadernados, que se disponían en estanterías que sumaban casi 1,2 km de longitud). Desde la salida de los Arenberg, está considerada como la biblioteca privada más bella de Bélgica, incluso de Europa.
El príncipe Felipe se beneficiaba desde 1856 de una dotación anual asignada por el Estado por una cantidad inicial de 150.000 francos, aumentada a 200.000 francos de su matrimonio en 1867. El conde era también el belga más gravado por sus atavíos de riqueza. El patrimonio de la finca dejada por el conde de Flandes a su muerte ascendió a cerca de 39.000.000 de francos (aproximadamente 800.000.000 de euros en 2020).
Tras su muerte en 1865 de su padre, el rey Leopoldo I, había dejado a sus herederos una fortuna estimada en 38 millones de francos. En la distribución de raíces de Leopoldo I, el conde de Flandes se vio favorecido en gran medida. Recibió la mayor parte de la cartera del difunto rey en compensación por el abandono de sus derechos a la división de los dominios de Ardenas y Ciergnon. Felipe también era un gran terrateniente. En Bélgica, desde 1857 era poseedor un "bien negro" (secularizado durante la Revolución francesa): el dominio de abadía de Postel, cuyas tierras cubren 4.452 km, incluye parte de los municipios de Rhéty, Mol, Gheel y Dessel. En 1858, mandó construir allí un pabellón de caza de estilo neoclásico.
En las Ardenas, en 1868 adquirió el bosque de Muno adjunto al dominio de Amerois. En diciembre de 1898 compró la Villa Haslihorn, una residencia en Suiza, a Horw, a orillas del lago de Lucerna. En 1900, adquirió una propiedad "la Casa del Rey" en Eupen (entonces en territorio alemán) con el fin de acercarse ocasionalmente a los vastos bosques vecinos de Hertogenwald, donde había cazado desde su juventud.
Accionista de Cockerill, habría invertido allí cinco millones de francos, sin contar sus inversiones en otras empresas. El conde de Flandes estaba desinteresado 
totalmente de la política expansionista de su hermano Leopoldo II en el Congo. Aunque acebapta la presidencia del comité nacional belga de la Asociación Africana Internacional en noviembre de 1876, no participó en ninguna de las sesiones hasta la disolución de la Asociación en 1885.

### Un príncipe patrón
En materia artística, los gustos del conde de Flandes lo llevan a pintores que practican un género convencional, como el holandés Jozef Israëls especializado en escenas familiares de la vida de los humildes; el bruselense Charles Hermans, al que le gustaba representar la vida monástica; o Adolphe Dillens, residente de Gante, conocido por sus temas inspirados en Zelanda. Felipe entabló relaciones amistosas con el pintor orientalista y posromántico Jean-François Portaels. Este último decoró el comedor del palacio y desempeñó el papel de intermediario entre el príncipe y los artistas cuyas obras adornan gradualmente el palacio de la rue de la Regencia.
La principesca colección de pinturas comprendía alrededor de 600 piezas e incluía, en homenaje a los orígenes alemanes de la condesa de Flandes, pinturas de maestros del mundo germánico; pero la mayor parte estaba compuesta por producciones belgas contemporáneas (escenas de género, retratos familiares, vistas de paisajes y ciudades). Su tapizado, objeto de un cuidado muy particular, saturaba un tanto el espacio del palacio del que están pintados incluso los techos (de Xavier Mellery y Joseph Stallaert). Según la historiadora del arte Judith Ogonovszky, la colección del conde de Flandes '“se sitúa, por sus características, entre las inquietudes artísticas desplegadas por la clase dominante y las reivindicaciones reales”.

## Últimos años
Después de la muerte de su hijo Balduino en 1891, el conde de Flandes solía caer preso de ataques de melancolía. Sus hijas, Josefina y Enriqueta, se casaron en 1894 y 1896 respectivamente, y se establecieron en Francia (Enriqueta en Neuilly-sur-Seine) y Alemania (Josefina en Potsdam, luego en Berlín). En cuanto al príncipe Alberto, abandonó el palacio de sus padres un año después de su matrimonio con la princesa Isabel Gabriela de Baviera en 1901. Las relaciones entre el conde y el rey Leopoldo II empeoraron hasta el punto de volverse casi inexistentes.
A partir de 1894, el nuevo sistema de votación legislativa belga se volvió plural y permitió que veintiocho representantes del Partido de los Trabajadores de Bélgica ingresaran en la Cámara de Representantes. Las críticas dirigidas a la monarquía se volvieron visibles, incluso en el hemiciclo, y no escatimaban en el conde de Flandes, cuya investidura se votaba anualmente. A Felipe le habría gustado renunciar a sus emolumentos, cuya atribución suscitó fuertes comentarios contra él, pero el rey, temiendo sentar un precedente que penalice a sus sucesores, se negó a que su hermano abandone su investidura.
En 1902, Felipe y Leopoldo II se opusieron al nombramiento de un nuevo comandante militar de la división de Bruselas. El conde de Flandes entregó al rey su dimisión como comandante superior de la caballería, su función principal, que ocupaba desde 1869. El rey aceptó su dimisión que entró en vigor el 23 de junio de 1902. El 15 de noviembre, durante los funerales en memoria de la reina María Enriqueta, fallecida dos meses antes, Leopoldo II fue víctima de un intento de atentado, mientras toda la familia real acompañaba al soberano. Presente cuando el anarquista Rubino disparó en dirección al rey, Felipe sufrió tres días después una congestión cerebral.
La salud del conde de Flandes se deterioró durante los siguientes tres años. Su visita la Exposición Universal de Lieja en julio de 1905, lo hace los actos conmemorativos pocas semanas después, el 75 º aniversario de la independencia de Bélgica. Todavía disfrutaba de una estancia en el Amerois en verano, seguida de otra en su propiedad en Suiza, de donde regresó el 6 de octubre. Obligado a hacer reposo el 14 de noviembre, sus médicos le diagnosticaron el día 16 una "importante inflamación de las vías respiratorias". Felipe murió al día siguiente en su palacio Rue de la Regencia el 17 de noviembre de 1905. Tras su muerte, su hijo Alberto, se convirtió en el heredero al trono belga. El conde de Flandes falleció en el cumpleaños número 60 de su esposa, que le sobrevivió hasta 1912.

### Perspectivas monárquicas y matrimoniales
En Berlín el 25 de abril de 1867, se casó con María Luisa Alejandra Carolina, princesa de Hohenzollern, hija del príncipe soberano Carlos Antonio de Hohenzollern (1811-1885) y de su esposa, la princesa Josefina Federica de Baden (1813-1900). De este matrimonio nacieron:
- Balduino (1869-1891), soltero y sin descendencia.
- Enriqueta (1870-1948), casada con el príncipe Manuel de Orleans, duque de Vendôme; con descendencia.
- Josefina María (1870-1871), falleció en la infancia.
- Josefina Carolina (1872-1958), casada con el príncipe Carlos Antonio de Hohenzollern-Sigmaringen (1868-1919); con descendencia.
- Alberto I (1875-1934), rey de Bélgica. Casado con la princesa Isabel Gabriela de Baviera; con descendencia.

Fue el miembro 1033 de la Orden del Toisón de Oro en España, en 1872, y caballero de la Orden de la Torre y de la Espada en Portugal. Murió en Bruselas y fue enterrado en la Catedral de Nuestra Señora, en Laeken.
Fue cuñado del rey Carlos I de Rumania, hermano de su esposa.

## Títulos y tratamientos
- 24 de marzo de 1837-14 de diciembre de 1840: Su alteza real el príncipe Felipe de Bélgica.
- 14 de diciembre de 1840-22 de enero de 1869: Su alteza real el conde de Flandes.
- 22 de enero de 1869-17 de noviembre de 1905: Su alteza real el conde de Flandes, príncipe heredero de Bélgica.

## Línea de sucesión
| Predecesor:          | Conde de Flandes 14 de diciembre de 1840-17 de noviembre de 1905         | Sucesor: Alberto |
| Predecesor: Leopoldo | Príncipe heredero de Bélgica 22 de enero se 1869-17 de noviembre de 1905 | Sucesor: Alberto |

## Distinciones honoríficas
- Caballero Gran Cordón de la Orden de Leopoldo ( Reino de Bélgica).
- Caballero de la Insigne Orden del Toisón de Oro ( Rama española).
- Cruz de Honor de Primera Clase de la Orden de Hohenzollern ( Reino de Prusia)
- Caballero Gran Cruz de la Orden de la Torre y de la Espada ( Reino de Portugal).
- Caballero de honor y devoción de la Orden de Malta ( Orden de Malta).

## Ancestros
| \| \| \| \| \| \| \| \| \| \| \| \| \| \| \| \| \| \| \| \| 16. Duque Francisco Josías de Sajonia-Coburgo-Saalfeld \| \| \| \| \| \| \| \| \| \| \| \| \| \| \| \| \| \| \| \| \| \| \| \| \| \| \| \| \| \| \| \| \| \| \| \| \| \| \| \| \| \| \| \| \| \| \| \| \| \| \| \| \| \| 8. Duque Ernesto Federico de Sajonia-Coburgo-Saalfeld \| \| \| \| \| \| \| \| \| \| \| \| \| \| \| \| \| \| \| \| \| \| \| \| \| \| \| \| \| \| \| \| \| \| \| \| \| \| \| \| \| \| \| \| \| \| \| \| \| \| \| \| \| \| 17. Princesa Ana Sofía de Schwarzburgo-Rudolstadt \| \| \| \| \| \| \| \| \| \| \| \| \| \| \| \| \| \| \| \| \| \| \| \| \| \| \| \| \| \| \| \| \| \| \| \| \| \| \| \| \| \| \| \| \| \| \| \| \| \| \| \| \| \| 4. Duque Francisco de Sajonia-Coburgo-Saalfeld \| \| \| \| \| \| \| \| \| \| \| \| \| \| \| \| \| \| \| \| \| \| \| \| \| \| \| \| \| \| \| \| \| \| \| \| \| \| \| \| \| \| \| \| \| \| \| \| \| \| \| \| \| \| 18. Duque Fernando Alberto II de Brunswick-Wolfenbüttel \| \| \| \| \| \| \| \| \| \| \| \| \| \| \| \| \| \| \| \| \| \| \| \| \| \| \| \| \| \| \| \| \| \| \| \| \| \| \| \| \| \| \| \| \| \| \| \| \| \| \| \| \| \| 9. Duquesa Sofía Antonia de Brunswick-Wolfenbüttel \| \| \| \| \| \| \| \| \| \| \| \| \| \| \| \| \| \| \| \| \| \| \| \| \| \| \| \| \| \| \| \| \| \| \| \| \| \| \| \| \| \| \| \| \| \| \| \| \| \| \| \| \| \| 19. Duquesa Antonieta Amalia de Brunswick-Wolfenbüttel \| \| \| \| \| \| \| \| \| \| \| \| \| \| \| \| \| \| \| \| \| \| \| \| \| \| \| \| \| \| \| \| \| \| \| \| \| \| \| \| \| \| \| \| \| \| \| \| \| \| \| \| \| \| 2. Leopoldo I, rey de los Belgas \| \| \| \| \| \| \| \| \| \| \| \| \| \| \| \| \| \| \| \| \| \| \| \| \| \| \| \| \| \| \| \| \| \| \| \| \| \| \| \| \| \| \| \| \| \| \| \| \| \| \| \| \| \| 20. Conde Enrique XXIX de Reuss-Ebersdorf \| \| \| \| \| \| \| \| \| \| \| \| \| \| \| \| \| \| \| \| \| \| \| \| \| \| \| \| \| \| \| \| \| \| \| \| \| \| \| \| \| \| \| \| \| \| \| \| \| \| \| \| \| \| 10. Conde Enrique XXIV de Reuss-Ebersdorf \| \| \| \| \| \| \| \| \| \| \| \| \| \| \| \| \| \| \| \| \| \| \| \| \| \| \| \| \| \| \| \| \| \| \| \| \| \| \| \| \| \| \| \| \| \| \| \| \| \| \| \| \| \| 21. Condesa Teodora de Castell-Castell \| \| \| \| \| \| \| \| \| \| \| \| \| \| \| \| \| \| \| \| \| \| \| \| \| \| \| \| \| \| \| \| \| \| \| \| \| \| \| \| \| \| \| \| \| \| \| \| \| \| \| \| \| \| 5. Condesa Augusta de Reuss-Ebersdorf \| \| \| \| \| \| \| \| \| \| \| \| \| \| \| \| \| \| \| \| \| \| \| \| \| \| \| \| \| \| \| \| \| \| \| \| \| \| \| \| \| \| \| \| \| \| \| \| \| \| \| \| \| \| 22. Conde Jorge Augusto de Erbach-Schönberg \| \| \| \| \| \| \| \| \| \| \| \| \| \| \| \| \| \| \| \| \| \| \| \| \| \| \| \| \| \| \| \| \| \| \| \| \| \| \| \| \| \| \| \| \| \| \| \| \| \| \| \| \| \| 11. Condesa Carolina Ernestina de Erbach-Schönberg \| \| \| \| \| \| \| \| \| \| \| \| \| \| \| \| \| \| \| \| \| \| \| \| \| \| \| \| \| \| \| \| \| \| \| \| \| \| \| \| \| \| \| \| \| \| \| \| \| \| \| \| \| \| 23. Condesa Fernanda Enriqueta de Stolbert-Gedern \| \| \| \| \| \| \| \| \| \| \| \| \| \| \| \| \| \| \| \| \| \| \| \| \| \| \| \| \| \| \| \| \| \| \| \| \| \| \| \| \| \| \| \| \| \| \| \| \| \| \| \| \| \| 1. Príncipe Felipe de Bélgica \| \| \| \| \| \| \| \| \| \| \| \| \| \| \| \| \| \| \| \| \| \| \| \| \| \| \| \| \| \| \| \| \| \| \| \| \| \| \| \| \| \| \| \| \| \| \| \| \| \| \| \| \| \| 24. Duque Luis Felipe I de Orleans \| \| \| \| \| \| \| \| \| \| \| \| \| \| \| \| \| \| \| \| \| \| \| \| \| \| \| \| \| \| \| \| \| \| \| \| \| \| \| \| \| \| \| \| \| \| \| \| \| \| \| \| \| \| 12. Duque Luis Felipe II de Orleans \| \| \| \| \| \| \| \| \| \| \| \| \| \| \| \| \| \| \| \| \| \| \| \| \| \| \| \| \| \| \| \| \| \| \| \| \| \| \| \| \| \| \| \| \| \| \| \| \| \| \| \| \| \| 25. Princesa Luisa Enriqueta de Borbón-Conti \| \| \| \| \| \| \| \| \| \| \| \| \| \| \| \| \| \| \| \| \| \| \| \| \| \| \| \| \| \| \| \| \| \| \| \| \| \| \| \| \| \| \| \| \| \| \| \| \| \| \| \| \| \| 6. Luis Felipe I, rey de los franceses \| \| \| \| \| \| \| \| \| \| \| \| \| \| \| \| \| \| \| \| \| \| \| \| \| \| \| \| \| \| \| \| \| \| \| \| \| \| \| \| \| \| \| \| \| \| \| \| \| \| \| \| \| \| 26. Luis Juan María de Borbón, duque de Penthièvre \| \| \| \| \| \| \| \| \| \| \| \| \| \| \| \| \| \| \| \| \| \| \| \| \| \| \| \| \| \| \| \| \| \| \| \| \| \| \| \| \| \| \| \| \| \| \| \| \| \| \| \| \| \| 13. Luisa María Adelaida de Borbón, Mademoiselle de Penthièvre \| \| \| \| \| \| \| \| \| \| \| \| \| \| \| \| \| \| \| \| \| \| \| \| \| \| \| \| \| \| \| \| \| \| \| \| \| \| \| \| \| \| \| \| \| \| \| \| \| \| \| \| \| \| 27. Princesa María Teresa Felicidad de Este \| \| \| \| \| \| \| \| \| \| \| \| \| \| \| \| \| \| \| \| \| \| \| \| \| \| \| \| \| \| \| \| \| \| \| \| \| \| \| \| \| \| \| \| \| \| \| \| \| \| \| \| \| \| 3. Princesa Luisa María de Orleans \| \| \| \| \| \| \| \| \| \| \| \| \| \| \| \| \| \| \| \| \| \| \| \| \| \| \| \| \| \| \| \| \| \| \| \| \| \| \| \| \| \| \| \| \| \| \| \| \| \| \| \| \| \| 28. Rey Carlos III de España \| \| \| \| \| \| \| \| \| \| \| \| \| \| \| \| \| \| \| \| \| \| \| \| \| \| \| \| \| \| \| \| \| \| \| \| \| \| \| \| \| \| \| \| \| \| \| \| \| \| \| \| \| \| 14. Rey Fernando I de las Dos Sicilias \| \| \| \| \| \| \| \| \| \| \| \| \| \| \| \| \| \| \| \| \| \| \| \| \| \| \| \| \| \| \| \| \| \| \| \| \| \| \| \| \| \| \| \| \| \| \| \| \| \| \| \| \| \| 29. Princesa María Amalia de Sajonia \| \| \| \| \| \| \| \| \| \| \| \| \| \| \| \| \| \| \| \| \| \| \| \| \| \| \| \| \| \| \| \| \| \| \| \| \| \| \| \| \| \| \| \| \| \| \| \| \| \| \| \| \| \| 7. Princesa María Amelia de Borbón-Dos Sicilias \| \| \| \| \| \| \| \| \| \| \| \| \| \| \| \| \| \| \| \| \| \| \| \| \| \| \| \| \| \| \| \| \| \| \| \| \| \| \| \| \| \| \| \| \| \| \| \| \| \| \| \| \| \| 30. Emperador Francisco I del Sacro Imperio Romano Germánico \| \| \| \| \| \| \| \| \| \| \| \| \| \| \| \| \| \| \| \| \| \| \| \| \| \| \| \| \| \| \| \| \| \| \| \| \| \| \| \| \| \| \| \| \| \| \| \| \| \| \| \| \| \| 15. Archiduquesa María Carolina de Austria \| \| \| \| \| \| \| \| \| \| \| \| \| \| \| \| \| \| \| \| \| \| \| \| \| \| \| \| \| \| \| \| \| \| \| \| \| \| \| \| \| \| \| \| \| \| \| \| \| \| \| \| \| \| 31. María Teresa I, archiduquesa de Austria y reina de Hungría \| \| \| \| \| \| \| \| \| \| \| \| \| \| \| \| \| \| \| \| \| \| \| \| \| \| \| \| \| \| \| \| \| \| \| \| \| \| \| \| \| \| \| \| \| \| \| \| \| \| \| \| |                                                                |  |  |  |  |  |  |  |  |  |  |  |  |  |  |  |
| |                                                                |  |  |  |  |  |  |  |  |  |  |  |  |  |  |  |
| | 16. Duque Francisco Josías de Sajonia-Coburgo-Saalfeld         |  |  |  |  |  |  |  |  |  |  |  |  |  |  |  |
| |                                                                |  |  |  |  |  |  |  |  |  |  |  |  |  |  |  |
| |                                                                |  |  |  |  |  |  |  |  |  |  |  |  |  |  |  |
| | 8. Duque Ernesto Federico de Sajonia-Coburgo-Saalfeld          |  |  |  |  |  |  |  |  |  |  |  |  |  |  |  |
| |                                                                |  |  |  |  |  |  |  |  |  |  |  |  |  |  |  |
| |                                                                |  |  |  |  |  |  |  |  |  |  |  |  |  |  |  |
| | 17. Princesa Ana Sofía de Schwarzburgo-Rudolstadt              |  |  |  |  |  |  |  |  |  |  |  |  |  |  |  |
| |                                                                |  |  |  |  |  |  |  |  |  |  |  |  |  |  |  |
| |                                                                |  |  |  |  |  |  |  |  |  |  |  |  |  |  |  |
| | 4. Duque Francisco de Sajonia-Coburgo-Saalfeld                 |  |  |  |  |  |  |  |  |  |  |  |  |  |  |  |
| |                                                                |  |  |  |  |  |  |  |  |  |  |  |  |  |  |  |
| |                                                                |  |  |  |  |  |  |  |  |  |  |  |  |  |  |  |
| | 18. Duque Fernando Alberto II de Brunswick-Wolfenbüttel        |  |  |  |  |  |  |  |  |  |  |  |  |  |  |  |
| |                                                                |  |  |  |  |  |  |  |  |  |  |  |  |  |  |  |
| |                                                                |  |  |  |  |  |  |  |  |  |  |  |  |  |  |  |
| | 9. Duquesa Sofía Antonia de Brunswick-Wolfenbüttel             |  |  |  |  |  |  |  |  |  |  |  |  |  |  |  |
| |                                                                |  |  |  |  |  |  |  |  |  |  |  |  |  |  |  |
| |                                                                |  |  |  |  |  |  |  |  |  |  |  |  |  |  |  |
| | 19. Duquesa Antonieta Amalia de Brunswick-Wolfenbüttel         |  |  |  |  |  |  |  |  |  |  |  |  |  |  |  |
| |                                                                |  |  |  |  |  |  |  |  |  |  |  |  |  |  |  |
| |                                                                |  |  |  |  |  |  |  |  |  |  |  |  |  |  |  |
| | 2. Leopoldo I, rey de los Belgas                               |  |  |  |  |  |  |  |  |  |  |  |  |  |  |  |
| |                                                                |  |  |  |  |  |  |  |  |  |  |  |  |  |  |  |
| |                                                                |  |  |  |  |  |  |  |  |  |  |  |  |  |  |  |
| | 20. Conde Enrique XXIX de Reuss-Ebersdorf                      |  |  |  |  |  |  |  |  |  |  |  |  |  |  |  |
| |                                                                |  |  |  |  |  |  |  |  |  |  |  |  |  |  |  |
| |                                                                |  |  |  |  |  |  |  |  |  |  |  |  |  |  |  |
| | 10. Conde Enrique XXIV de Reuss-Ebersdorf                      |  |  |  |  |  |  |  |  |  |  |  |  |  |  |  |
| |                                                                |  |  |  |  |  |  |  |  |  |  |  |  |  |  |  |
| |                                                                |  |  |  |  |  |  |  |  |  |  |  |  |  |  |  |
| | 21. Condesa Teodora de Castell-Castell                         |  |  |  |  |  |  |  |  |  |  |  |  |  |  |  |
| |                                                                |  |  |  |  |  |  |  |  |  |  |  |  |  |  |  |
| |                                                                |  |  |  |  |  |  |  |  |  |  |  |  |  |  |  |
| | 5. Condesa Augusta de Reuss-Ebersdorf                          |  |  |  |  |  |  |  |  |  |  |  |  |  |  |  |
| |                                                                |  |  |  |  |  |  |  |  |  |  |  |  |  |  |  |
| |                                                                |  |  |  |  |  |  |  |  |  |  |  |  |  |  |  |
| | 22. Conde Jorge Augusto de Erbach-Schönberg                    |  |  |  |  |  |  |  |  |  |  |  |  |  |  |  |
| |                                                                |  |  |  |  |  |  |  |  |  |  |  |  |  |  |  |
| |                                                                |  |  |  |  |  |  |  |  |  |  |  |  |  |  |  |
| | 11. Condesa Carolina Ernestina de Erbach-Schönberg             |  |  |  |  |  |  |  |  |  |  |  |  |  |  |  |
| |                                                                |  |  |  |  |  |  |  |  |  |  |  |  |  |  |  |
| |                                                                |  |  |  |  |  |  |  |  |  |  |  |  |  |  |  |
| | 23. Condesa Fernanda Enriqueta de Stolbert-Gedern              |  |  |  |  |  |  |  |  |  |  |  |  |  |  |  |
| |                                                                |  |  |  |  |  |  |  |  |  |  |  |  |  |  |  |
| |                                                                |  |  |  |  |  |  |  |  |  |  |  |  |  |  |  |
| | 1. Príncipe Felipe de Bélgica                                  |  |  |  |  |  |  |  |  |  |  |  |  |  |  |  |
| |                                                                |  |  |  |  |  |  |  |  |  |  |  |  |  |  |  |
| |                                                                |  |  |  |  |  |  |  |  |  |  |  |  |  |  |  |
| | 24. Duque Luis Felipe I de Orleans                             |  |  |  |  |  |  |  |  |  |  |  |  |  |  |  |
| |                                                                |  |  |  |  |  |  |  |  |  |  |  |  |  |  |  |
| |                                                                |  |  |  |  |  |  |  |  |  |  |  |  |  |  |  |
| | 12. Duque Luis Felipe II de Orleans                            |  |  |  |  |  |  |  |  |  |  |  |  |  |  |  |
| |                                                                |  |  |  |  |  |  |  |  |  |  |  |  |  |  |  |
| |                                                                |  |  |  |  |  |  |  |  |  |  |  |  |  |  |  |
| | 25. Princesa Luisa Enriqueta de Borbón-Conti                   |  |  |  |  |  |  |  |  |  |  |  |  |  |  |  |
| |                                                                |  |  |  |  |  |  |  |  |  |  |  |  |  |  |  |
| |                                                                |  |  |  |  |  |  |  |  |  |  |  |  |  |  |  |
| | 6. Luis Felipe I, rey de los franceses                         |  |  |  |  |  |  |  |  |  |  |  |  |  |  |  |
| |                                                                |  |  |  |  |  |  |  |  |  |  |  |  |  |  |  |
| |                                                                |  |  |  |  |  |  |  |  |  |  |  |  |  |  |  |
| | 26. Luis Juan María de Borbón, duque de Penthièvre             |  |  |  |  |  |  |  |  |  |  |  |  |  |  |  |
| |                                                                |  |  |  |  |  |  |  |  |  |  |  |  |  |  |  |
| |                                                                |  |  |  |  |  |  |  |  |  |  |  |  |  |  |  |
| | 13. Luisa María Adelaida de Borbón, Mademoiselle de Penthièvre |  |  |  |  |  |  |  |  |  |  |  |  |  |  |  |
| |                                                                |  |  |  |  |  |  |  |  |  |  |  |  |  |  |  |
| |                                                                |  |  |  |  |  |  |  |  |  |  |  |  |  |  |  |
| | 27. Princesa María Teresa Felicidad de Este                    |  |  |  |  |  |  |  |  |  |  |  |  |  |  |  |
| |                                                                |  |  |  |  |  |  |  |  |  |  |  |  |  |  |  |
| |                                                                |  |  |  |  |  |  |  |  |  |  |  |  |  |  |  |
| | 3. Princesa Luisa María de Orleans                             |  |  |  |  |  |  |  |  |  |  |  |  |  |  |  |
| |                                                                |  |  |  |  |  |  |  |  |  |  |  |  |  |  |  |
| |                                                                |  |  |  |  |  |  |  |  |  |  |  |  |  |  |  |
| | 28. Rey Carlos III de España                                   |  |  |  |  |  |  |  |  |  |  |  |  |  |  |  |
| |                                                                |  |  |  |  |  |  |  |  |  |  |  |  |  |  |  |
| |                                                                |  |  |  |  |  |  |  |  |  |  |  |  |  |  |  |
| | 14. Rey Fernando I de las Dos Sicilias                         |  |  |  |  |  |  |  |  |  |  |  |  |  |  |  |
| |                                                                |  |  |  |  |  |  |  |  |  |  |  |  |  |  |  |
| |                                                                |  |  |  |  |  |  |  |  |  |  |  |  |  |  |  |
| | 29. Princesa María Amalia de Sajonia                           |  |  |  |  |  |  |  |  |  |  |  |  |  |  |  |
| |                                                                |  |  |  |  |  |  |  |  |  |  |  |  |  |  |  |
| |                                                                |  |  |  |  |  |  |  |  |  |  |  |  |  |  |  |
| | 7. Princesa María Amelia de Borbón-Dos Sicilias                |  |  |  |  |  |  |  |  |  |  |  |  |  |  |  |
| |                                                                |  |  |  |  |  |  |  |  |  |  |  |  |  |  |  |
| |                                                                |  |  |  |  |  |  |  |  |  |  |  |  |  |  |  |
| | 30. Emperador Francisco I del Sacro Imperio Romano Germánico   |  |  |  |  |  |  |  |  |  |  |  |  |  |  |  |
| |                                                                |  |  |  |  |  |  |  |  |  |  |  |  |  |  |  |
| |                                                                |  |  |  |  |  |  |  |  |  |  |  |  |  |  |  |
| | 15. Archiduquesa María Carolina de Austria                     |  |  |  |  |  |  |  |  |  |  |  |  |  |  |  |
| |                                                                |  |  |  |  |  |  |  |  |  |  |  |  |  |  |  |
| |                                                                |  |  |  |  |  |  |  |  |  |  |  |  |  |  |  |
| | 31. María Teresa I, archiduquesa de Austria y reina de Hungría |  |  |  |  |  |  |  |  |  |  |  |  |  |  |  |
| |                                                                |  |  |  |  |  |  |  |  |  |  |  |  |  |  |  |
| |                                                                |  |  |  |  |  |  |  |  |  |  |  |  |  |  |  |